# NGC 2558
NGC 2558 je galaksija u zviježđu Raku.

## Vanjske poveznice
- SEDS: NGC 2558